# Franciszek Łukasiewicz (pianista)
Franciszek Łukasiewicz (ur. 25 czerwca 1890 w Stanisławowie, zm. 3 grudnia 1950 w Poznaniu) – polski pianista.

## Życiorys
Studia pianistyczne rozpoczął w Galicyjskim Towarzystwie Muzycznym we Lwowie (przemianowanym po odzyskaniu przez Polskę niepodległości na Polskie Towarzystwo Muzyczne we Lwowie) u Viléma Kurza. Kontynuował je od 1908 w Wiedniu u Teodora Leszetyckiego, a następnie w Wiedeńskiej Akademii Muzycznej u Leopolda Godowskiego. Umiejętności doskonalił na kursach mistrzowskich u Ferruccia Busoniego w Bazylei.
W latach 1917–1919 przebywał we Lwowie. W 1920 zamieszkał na stałe w Poznaniu, gdzie objął klasę fortepianu w Państwowej Akademii i Szkole Muzycznej (do 1922) i w Wielkopolskiej Szkole Muzycznej (do 1926). W latach 1927–1939 kierował redakcją muzyczną w poznańskiej rozgłośni Polskiego Radia. Często występował w studiu radiowym. Koncertował też za granicą, najczęściej w Berlinie, a także w Budapeszcie, Dreźnie, Lipsku, Kopenhadze, Wiedniu, Pradze, Rydze i Sztokholmie.
W czasie II wojny światowej przebywał w Krakowie, utrzymując się z nauki gry na fortepianie. W sierpniu 1944 został aresztowany przez Gestapo jako zakładnik.
Po wojnie powrócił do Poznania, gdzie kontynuował pracę w redakcji Polskiego Radia i występował na koncertach. Pozostawił wiele nagrań płytowych. W 1946 za zasługi w pracy kulturalno-oświatowej odznaczony Krzyżem Kawalerskim Orderu Odrodzenia Polski.
Został pochowany na cmentarzu Górczyńskim.